# Victor Rich
Pour les articles homonymes, voir Rich.
Victor Rich, né le 26 octobre 1847 à Orschwihr (Haut-Rhin) et mort le 10 mai 1932 à Paris, est un architecte français.

## Biographie
Victor Rich est le fils d'Agnès Reck et de François-Antoine Rich, vigneron à Orschwihr, en Alsace.
Entre 1865 et 1870, Victor Rich est employé à Mulhouse, au bureau personnel de l'architecte Jean-Baptiste Schacre. Celui-ci le charge de la réalisation de calques, de la prise d'attachements et de l'inspection des travaux sur plusieurs chantiers, tels que ceux du temple Saint-Étienne de Mulhouse, de l'église Saint-Laurent de Zillisheim et de l'école de Dornach.
Après avoir pris part à la Guerre franco-allemande de 1870, Rich opte pour la France et quitte Mulhouse.
Il s'établit comme architecte à Paris (no 15 de la rue Guisarde) où il épouse, le 27 mai 1879, Marie-Élise Trouvé (née en 1855).
Installé au no 1 de la rue Malus jusqu'en 1889, il emménage en 1890 au no 66 de la rue du Cardinal-Lemoine, dans un immeuble qu'il vient de construire et dont l'entrée est surmontée de ses initiales. Vers 1898, il déménage une dernière fois, au no 73 de la même rue, dans un immeuble qu'il a construit, signé et daté de l'année 1897.
Le 14 novembre 1893, le conseil municipal de Bordeaux adopte le projet de Monument aux Girondins présenté par Rich et le sculpteur Alphonse Dumilatre. Dumilatre ayant échoué à coordonner efficacement le chantier afin d'achever le monument pour le 1er mai 1895, la mairie décide la mise en régie des travaux, qu'elle confie à Rich le 21 août 1895. Les relations entre l'architecte et le sculpteur se dégradent à partir de ce moment, Dumilatre accusant Rich de percevoir des sommes qui lui étaient dues. Rich finit par faire condamner Dumilatre pour diffamation,.

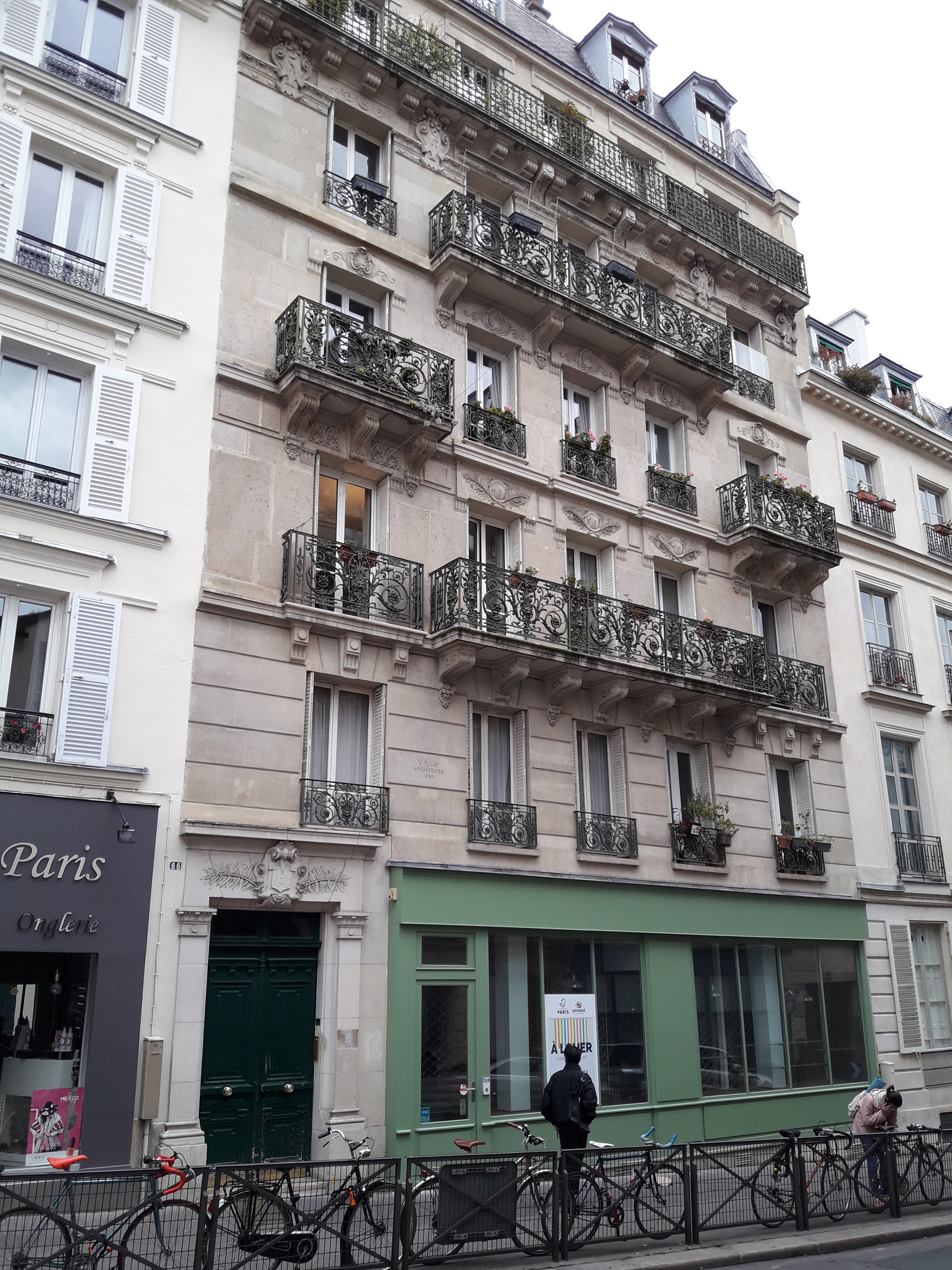
66 rue du Cardinal-Lemoine (1889)
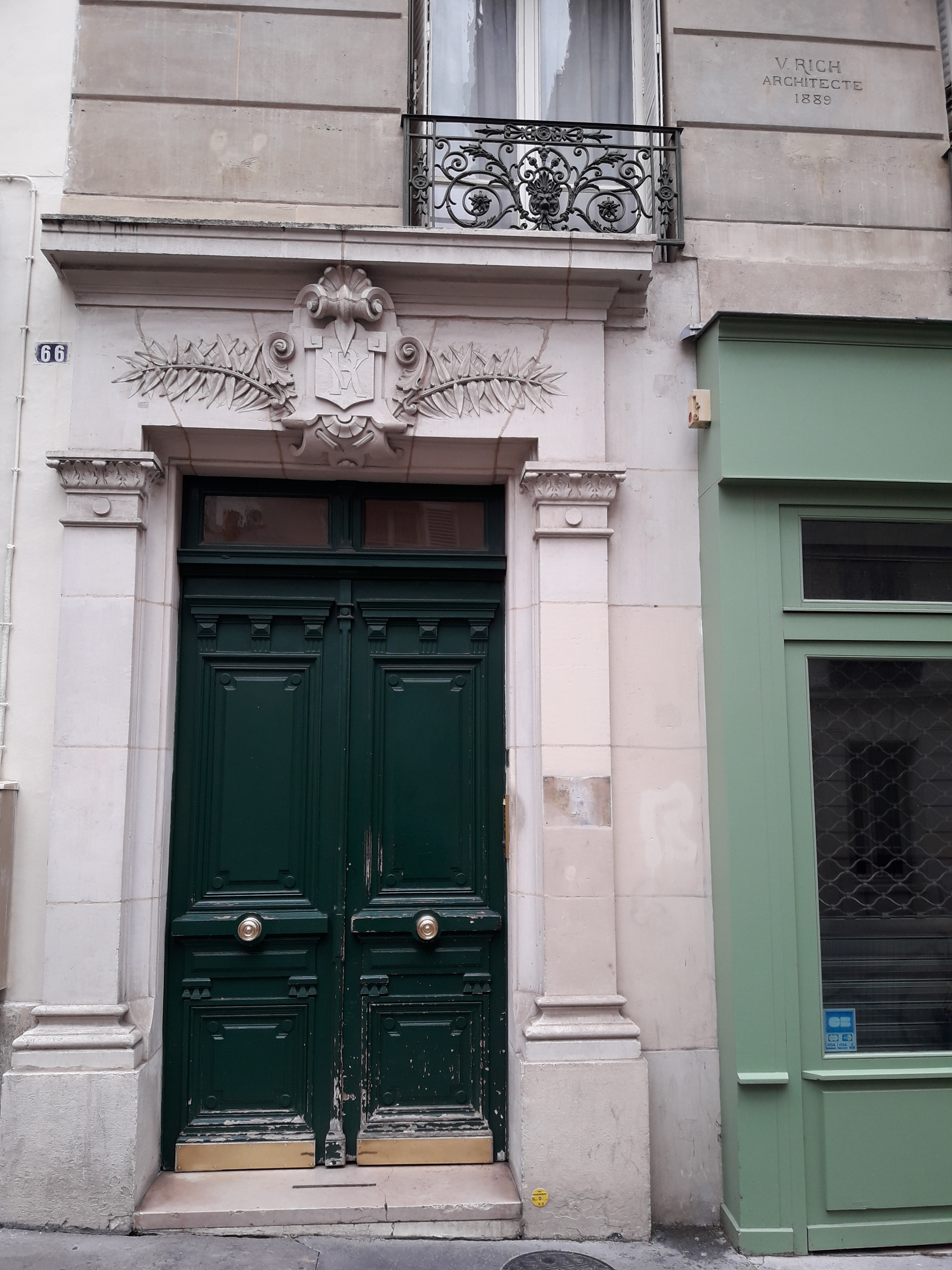
Entrée du 66 rue du Cardinal-Lemoine (1889)
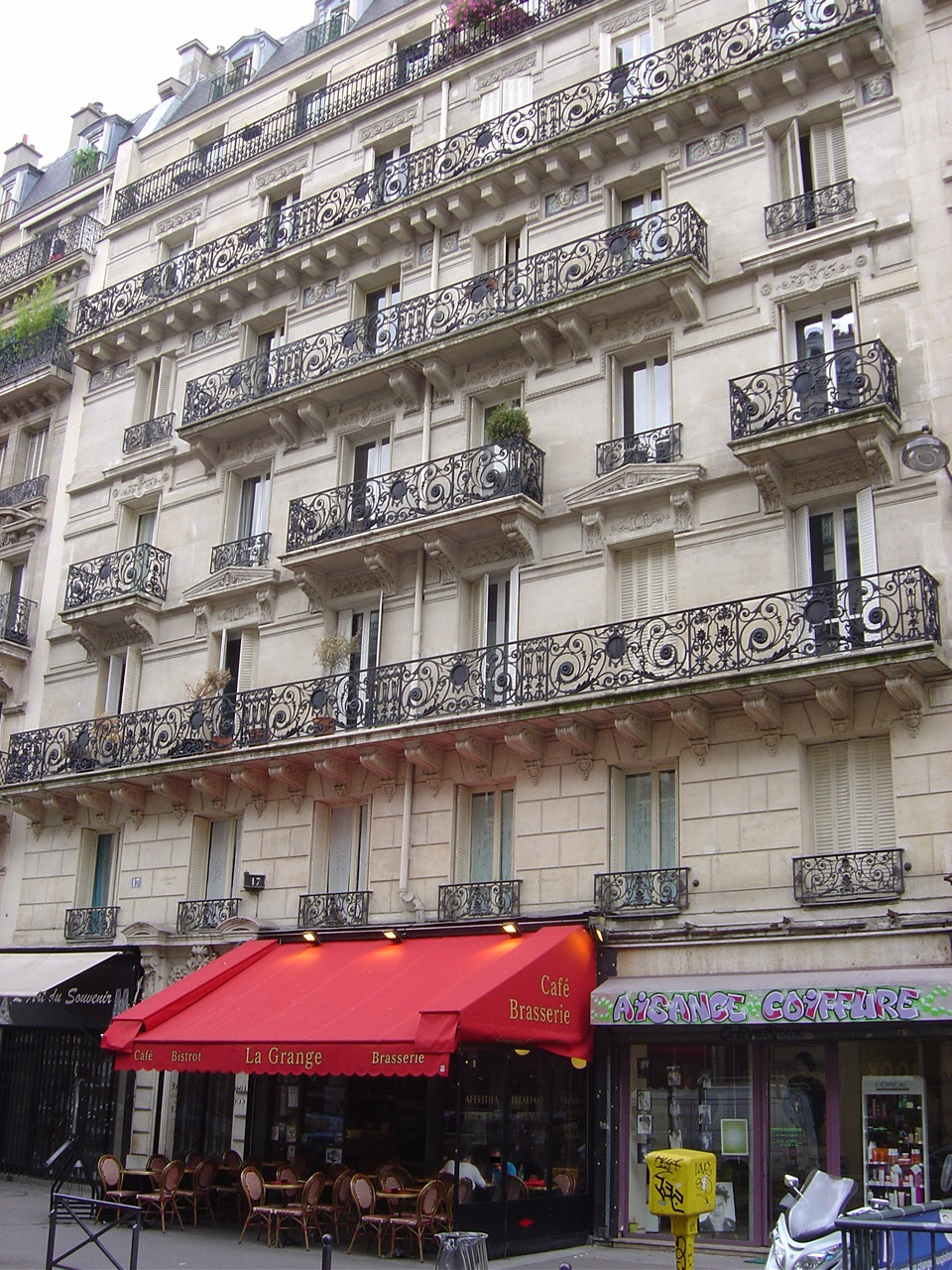
17 rue Lagrange (1890)
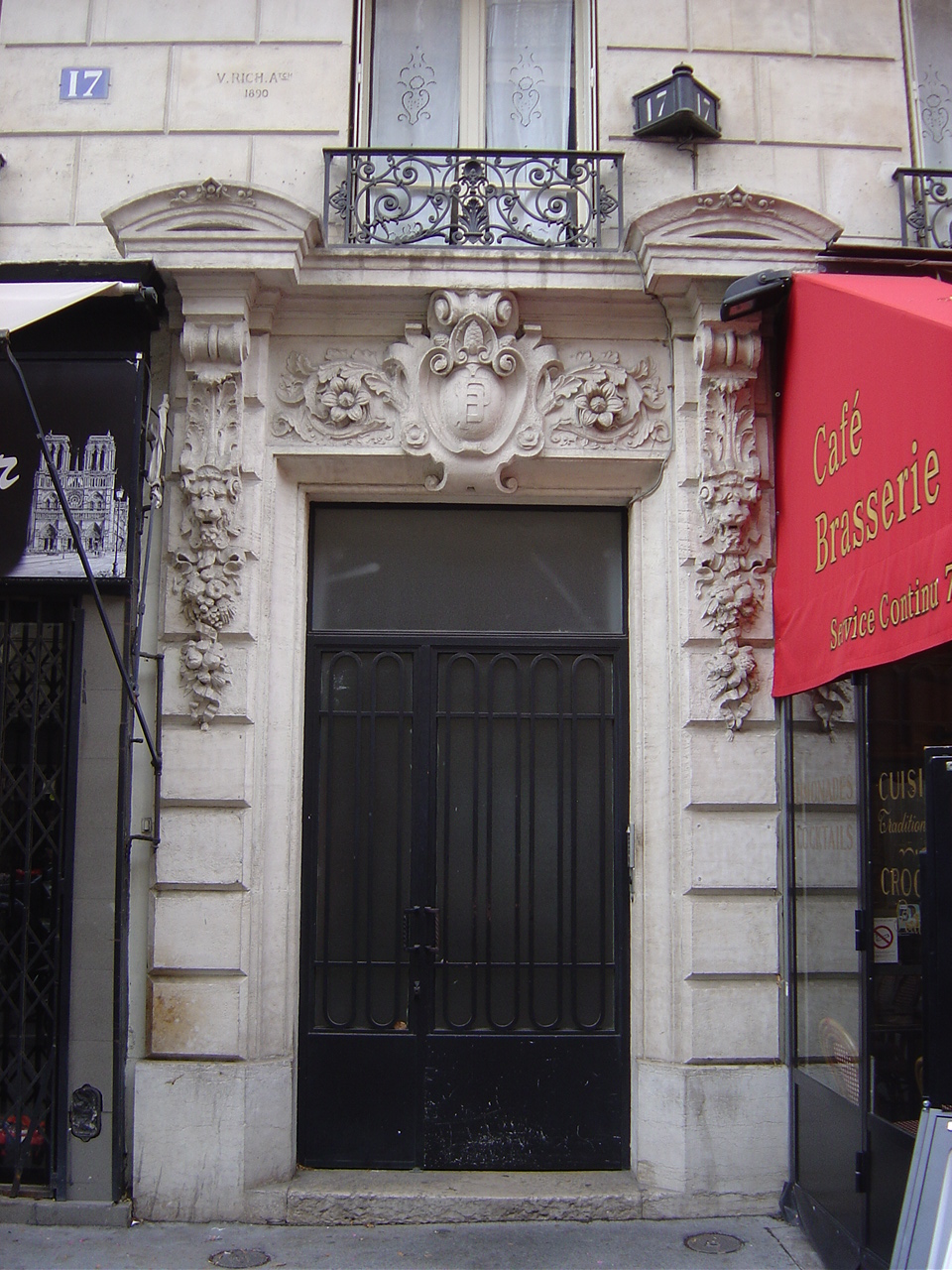
Entrée du 17 rue Lagrange (1890)
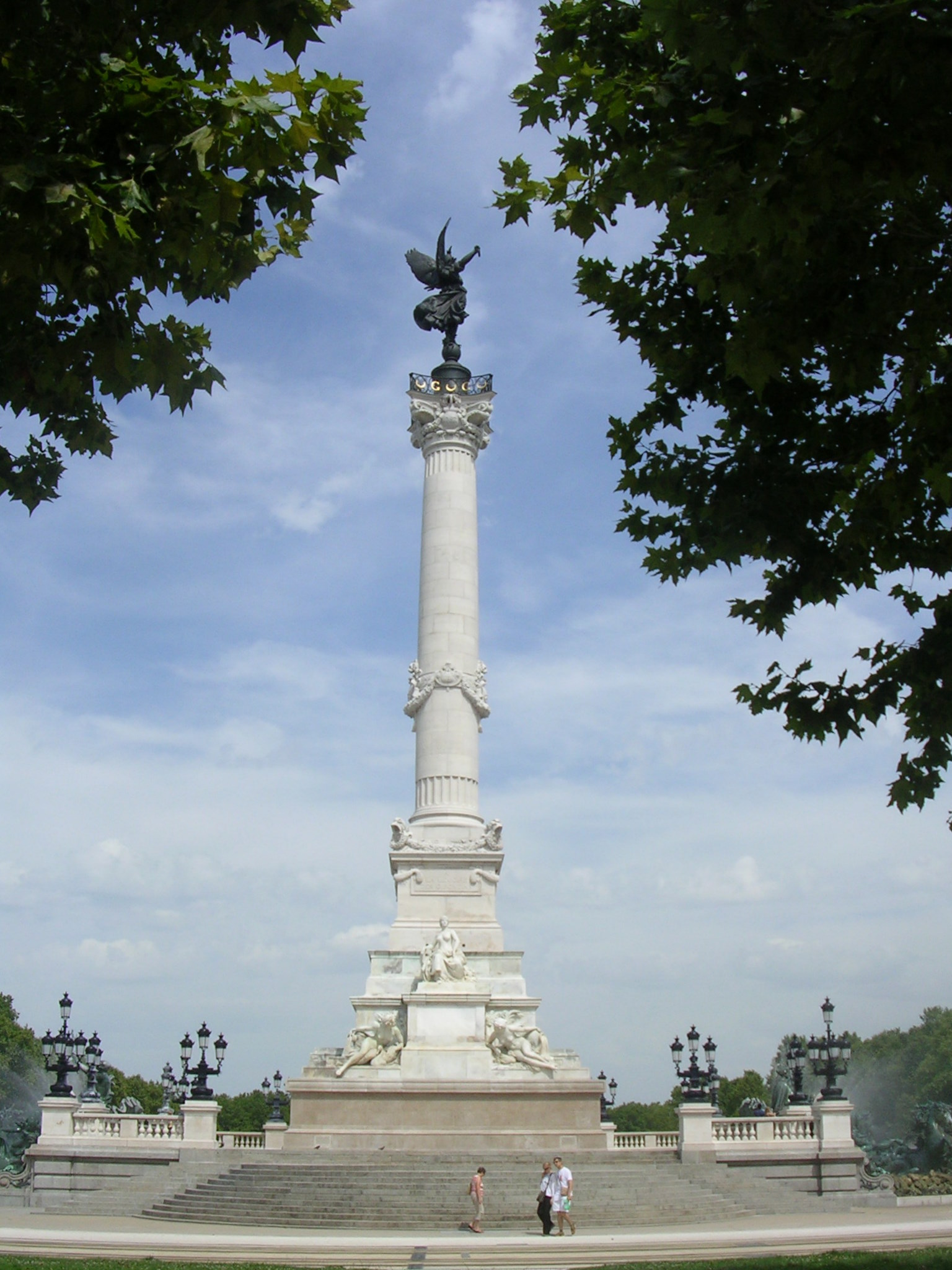
Le Monument aux Girondins à Bordeaux (1894-1902)
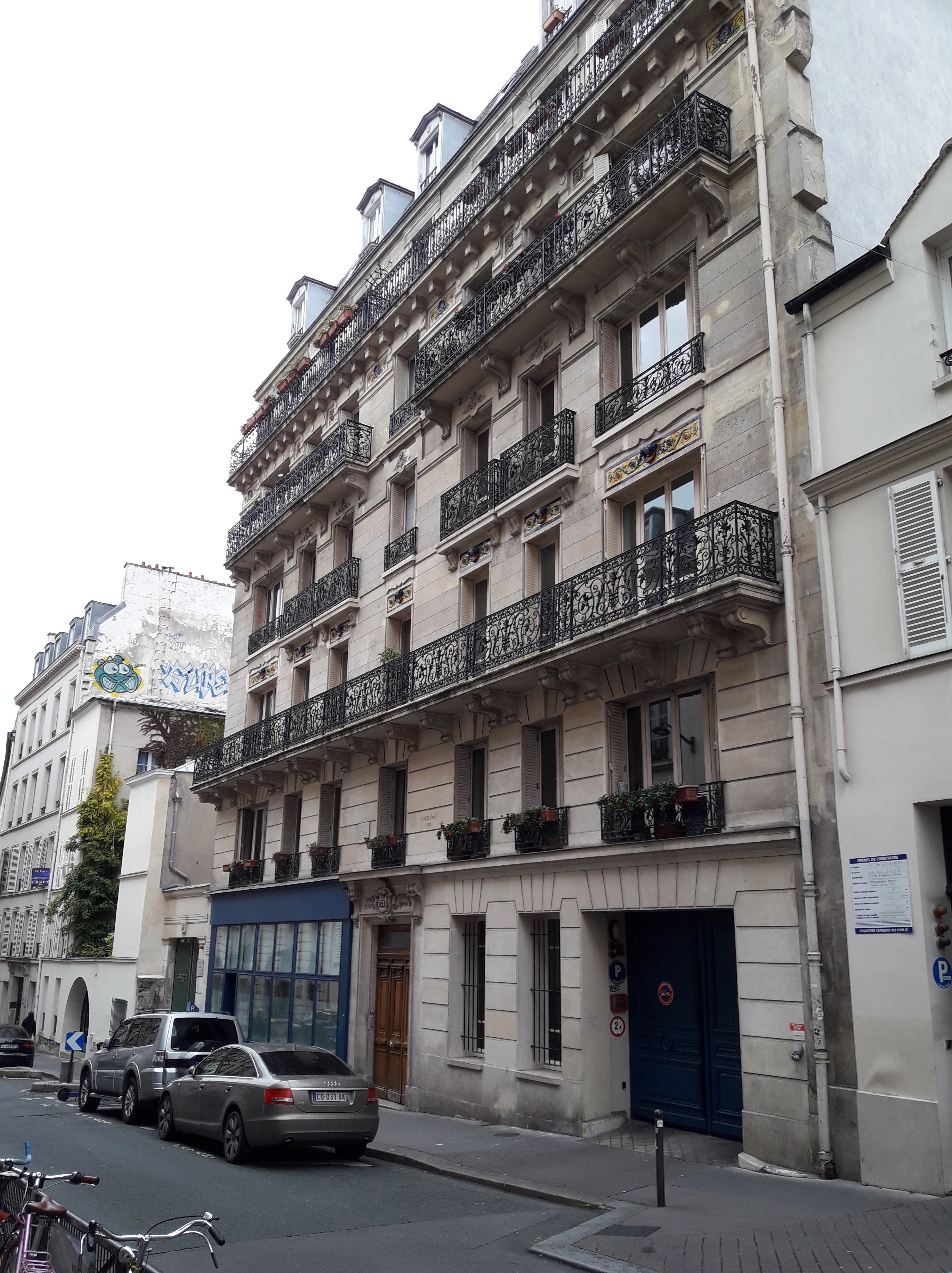
73 rue du Cardinal-Lemoine (1897)

Membre de la Société centrale des architectes français, Victor Rich est nommé Officier d'Académie en 1907.
Il meurt le 10 mai 1932 à son domicile du no 73 de la rue du Cardinal-Lemoine. Après des obsèques à Saint-Étienne-du-Mont, il est inhumé le 13 mai au cimetière du Montparnasse (29e division).

## Distinctions
- Officier d'académie (1907).

## Réalisations
Sauf indication contraire, les bâtiments ci-dessous ont été construits à Paris :
- no 15 de la rue de Richemont, pour M. Demesmay (surélévation demandée en 1887)[13].
- no 63 de l'avenue d'Ivry, pour M. Bourlier (autorisation demandée en 1887)[14].
- no 14 ou 4 (présumés) de la rue Sorbier, pour M. Tolier (autorisations demandées en 1887[15], 1888[16] et 1889)[17].
- no ? de l'Avenue de la Sœur-Rosalie, pour M. Mignet (autorisation demandée en 1888)[18].
- no 6 de la rue Nansouty, pour Mme Mermet (autorisation demandée en 1888)[19].
- Construction provisoire au no 46 de l'avenue de Suffren, pour M. Dindard (autorisation demandée en 1889)[20].
- no 66 de la rue du Cardinal-Lemoine, pour Mme Veuve Trouvé (autorisation demandée en 1889)[6].
- Modification des combles du no 4 de la rue Descartes, pour M. Rondot (autorisation demandée en 1889)[21].
- no ? de la rue des Trois-Portes, pour M. Pédaillès (autorisation demandée en 1890)[5].
- Construction intérieure au no 6 de la rue Berthollet, pour M. Person (autorisation demandée en 1890)[22].
- no 17 rue Lagrange (1890).
- Fabrique de chaussures au no 15 de la rue du Banquier, pour M. Boisselier fils (autorisation demandée en 1891)[23].
- Surélévation du no 14 de la rue Sorbier, pour M. Durand (autorisation demandée en 1891)[24].
- Surélévation du no 24 de la rue Pétrarque et du no 32 de la rue Scheffer (autorisation demandée en 1891)[25].
- Lavoir et habitation au no 23 de la rue du Champ-de-l'Alouette, pour MM. Martre (autorisation demandée en 1891)[26].
- no 61 de la rue de la Glacière et no 25 de la rue du Champ-de-l'Alouette, pour M. Pointilliard aîné (autorisation demandée en 1892)[27].
- no 137 de la rue Saint-Charles, à l'angle de la rue de Vouillé (aujourd'hui tronçon de la rue de la Convention), pour M. Seure (autorisation demandée en 1892)[28].
- no 10 de la place d'Italie, pour M. Adhenet (autorisation demandée en 1893)[29].
- no 19 du quai aux Fleurs et no 16 de la rue des Ursins, pour M. Pinardon (autorisation demandée en 1893)[30].
- no 7 de l'Avenue de la Sœur-Rosalie, pour M. Marfaing (autorisation demandée en 1893)[31].
- no 54 de l'avenue des Gobelins, pour Henri Bloch et Ad. Lévy (autorisation demandée en 1893)[32].
- Surélévation du no 15 de la villa du Bel-Air, pour Charles Vaillant (autorisation demandée en 1893)[33].
- no 3 de la rue de Julienne, pour M. Moret (autorisation demandée en 1893)[34].
- Surélévation du no 88 de la rue de Valence, pour M. Prunier (autorisation demandée en 1893)[35].
- Monument aux Girondins, Bordeaux (1894-1902).
- no 4 de la villa des Gobelins, pour Mme Parent (autorisation demandée en 1894)[36].
- no 34 de l'avenue Ledru-Rollin, pour M. Pinardou (autorisation demandée en 1894)[37].
- no 83 du boulevard de la Gare, pour la raffinerie H. Say & Cie (autorisation demandée en 1895)[38].
- Surélévation et prolongement d'un immeuble de la rue des Plâtriers, pour Mme Parent (autorisation demandée en 1896)[39].
- no 4 de la rue du Moulin-des-Prés, pour M. Doron (autorisation demandée en 1897)[40].
- no 73 de la rue du Cardinal-Lemoine (1897).
- no 34 de la rue Lacordaire, pour M. Simon (autorisation demandée en 1903)[41].
- Dispensaire de la Société antiturbeculeuse de l'enseignement primaire, no 5 Rue du Commandant-Lamy (1906)[42].
- no 12  de la rue Pierre-et-Marie-Curie, (1910).
- Chapelle funéraire de la famille du prince Romolo Ruspoli (mort en 1912), cimetière Rabelais 1 de Saint-Maur-des-Fossés[43].